# Helgi Winther Olsen
Helgi Winther Olsen (* 19. August 1980) ist ein ehemaliger Radrennfahrer von den Färöer-Inseln.

## Sportliche Laufbahn
Olsen war im Straßenradsport und im Querfeldeinrennen (heutige Bezeichnung Cyclocross) aktiv. 2018, 2020 und 2021 gewann er mit dem Kring Føroyar das einzige Etappenrennen auf den Färöer-Inseln. Bei den Island Games, einem internationalen Wettkampf von Sportlerinnen und Sportlern autonomer Inseln bzw. Inselgruppen, vertrat er mehrfach sein Heimatland. Er lebte und trainierte einige Zeit in Dänemark, wo er auch Querfeldeinrennen fuhr.

## Berufliches
Olsen wurde beruflich Assistenzprofessor für Sportunterricht und Doktorand an der Fakultät für Bildungspädagogik der Universität der Färöer-Inseln. Er machte 2011 einen Masterabschluss in Biomedical Engineering an der Technischen Universität von Dänemark. Zudem war er als Nationaltrainer für Radsport und Triathlon im Rad- und Triathlonverband der Färöer-Inseln tätig.